# 长梁沟镇
长梁沟镇，是中华人民共和国山西省忻州市原平市下辖的一个乡镇级行政单位。2021年5月，撤销长梁沟镇，整建制并入轩岗镇。

## 行政区划
长梁沟镇下辖以下地区：
长梁沟村、孤山村、黄草坡村、里岔口村、牙渠村、黄松洞村、车水洼村、贾庄村、炭庄村、北峪村、化滩村、奇村、龙眼村、羊圈村、羊圈岭村、羊圈沟村、前岔口村、橙槽村、神岩化村、西岭庄村、白羊岭村、起龙沟村、大王营村、神山堡村、黑水圪妥村、宽滩村、南蚕食村、西岔水村、二沟村、韩家沟村、大沟村、吴家沟村、大吉洼村、小三沟村、大三沟村和水头村。